# Linköping (stad)

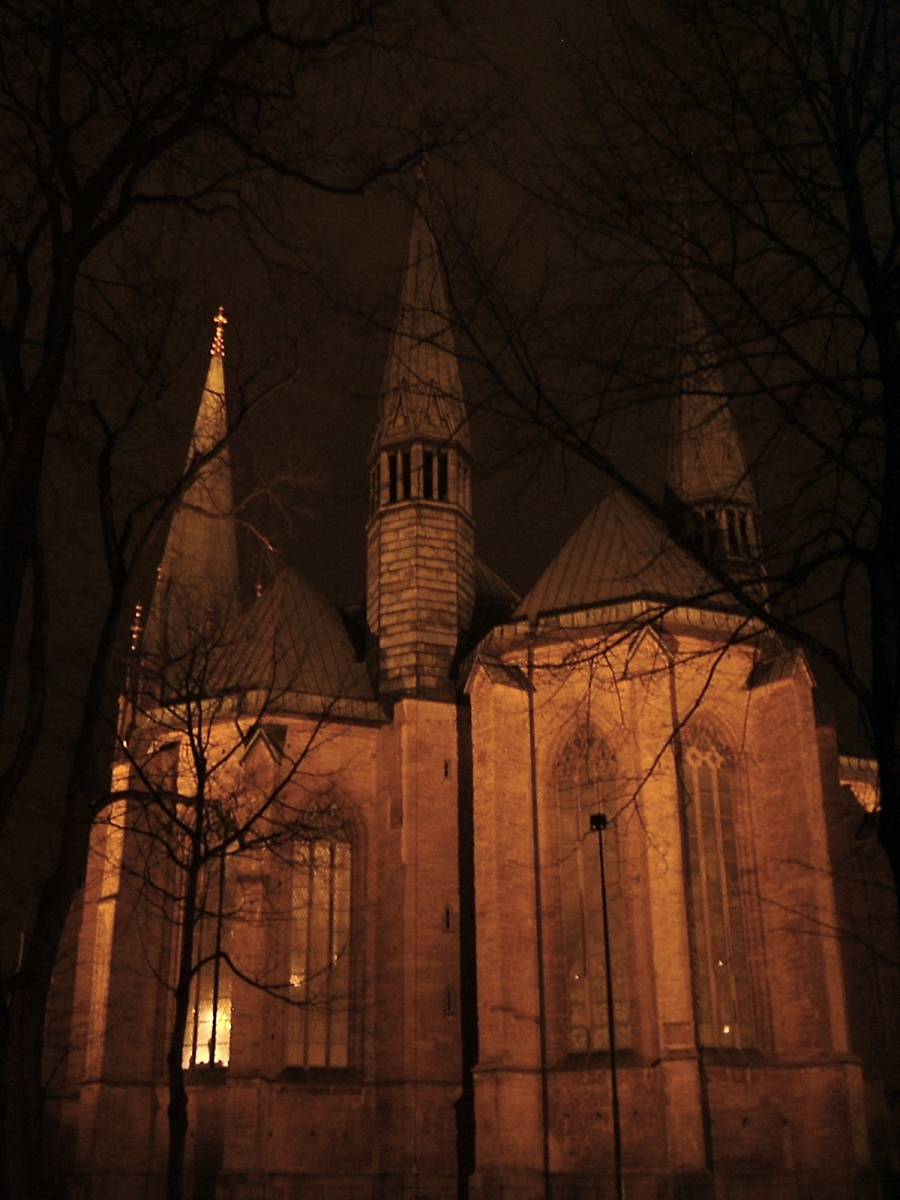
Dom van Linköping

Linköping (spreek uit als liensjeuping) is de hoofdstad van de gemeente Linköping in het landschap Östergötland en de provincie Östergötlands län (het is ook de hoofdstad van de provincie) in Zweden. De plaats heeft 97.428 inwoners (2005) en een oppervlakte van 4201 hectare. Het is de op zes na grootste stad van Zweden. De stad is gelegen ten zuiden van de monding van de rivier Stångån in het meer Roxen.
Linköping is de vestigingsplaats van veel grote bedrijven, waaronder Saab, dat er sinds 1937 vliegtuigen bouwt. Tevens beschikt de stad over een universiteit met meer dan 26.500 studenten, de Universiteit van Linköping. Het motto van de stad Där idéer blir verklighet (Waar ideeën werkelijkheid worden) verwijst naar de samenwerking tussen het bedrijfsleven en de universiteit (een voorbeeld daarvan is het Mjärdevi Science Park).

## Verkeer en vervoer
De luchtvaart is lange tijd van groot belang geweest voor Linköping, mede onder invloed van Saab. Linköping heeft twee vliegvelden. Vanaf het internationale Saab-vliegveld (LPI, ESSL) worden civiele vluchten uitgevoerd door Skyways en DirektFlyg naar Stockholm Arlanda, Visby en Kopenhagen Kastrup. KLM heeft vluchten tussen Linköping en Amsterdam Schiphol sinds 30 maart 2008. 66.225 passagiers maakten gebruik van dit vliegveld in 2006, waarvan 16.175 op binnenlandse en 50.050 op buitenlandse vluchten. Saab voert tevens testvluchten uit op dit vliegveld. Het tweede vliegveld is het militaire Malmen (ESCF), waar nu een helikopter-squadron en militaire vliegscholen voor helikopters en jachtvliegtuigen huizen, maar waar Carl Cederström in 1912 al een vliegschool oprichtte.
Het station van Linköping is gebouwd in 1871-72. Linköping C heeft directe treinverbindingen naar Stockholm en Malmö via de Zuidelijke Stambaan, en ligt aan de Stångådalsbaan naar Kalmar en de Tjustbaan naar Västervik. Tevens doet men op deze Tjustbaan proeven met de eerste Zweedse trein op biogas. Een nieuwe dubbelsporige baan naar Stockholm genaamd Östlänken wordt momenteel gepland. Een andere lijn die Linköping aandoet is de spoorlijn Katrineholm - Nässjö.
De autosnelweg E4 (1590 km lang van het Noord-Finse Torneå naar het Zuid-Zweedse Helsingborg) loopt noordelijk van Linköping, met drie afritten: Väst, Norr en Öst. Tevens lopen er bij de stad de Riksväg 23, Riksväg 34 en Riksväg 35.
Het Götakanaal loopt ongeveer 10 km ten noorden van de stad, door het meer Roxen en door de sluizen van Berg, die 's zomers een populaire plaats voor toeristen vormen.
Linköping staat bekend als fietsstad. De stad werd uitgeroepen tot Zweedse Fietsstad van het Jaar 2002, en is beschreven als "droomstad voor de fiets" ("ville rêvée pour le vélo") door de krant La Presse uit Montreal, meest doordat de fietspaden vrij van sneeuw gehouden worden.

## Bezienswaardigheden
Het meest in het oog springende gebouw van de stad is de 109 meter hoge Dom van Linköping, een massieve stenen kerk in gotische stijl, waarvan de eerste gedeelten in de 12e eeuw gebouwd zijn. De kerk is indrukwekkend zowel van binnen als van buiten. Het oude centrum van de stad is opnieuw opgebouwd (verplaatst) naar de wijk Gamla Linköping (Oud Linköping) in het westen van de stad. Dit is tevens een populaire bezienswaardigheid met enkele musea, woonhuizen, een postkantoor, en verscheidene handwerkershuisjes. Naast vliegveld Malmen bevindt zich ook het luchtmachtmuseum (Flygvapenmuseet), waar de meeste vliegtuigen die dienst hebben gedaan in de Zweedse luchtmacht tentoongesteld staan. Het IT-ceum is een nieuw en uniek museum in Mjärdevi over de Zweedse computergeschiedenis. De laatste jaren is Linköping een aantal architectonisch interessante gebouwen rijker geworden, waaronder de nieuwe bibliotheek, Drottningtornet, Mjärdevi Center, en Cloetta Center. Qua natuur heeft Linköping een aantal parken (bijvoorbeeld Trädgårdsföreningen) en bossen (in Ryd en Valla) in de stad, en een weelde aan Zweeds natuurschoon rondom.

## Sport en vrije tijd
De ijshockeyclub Linköpings HC (LHC) werd opgericht in 1976 en speelt sinds 2001 in de hoogste divisie Elitserien. In 2007 lukte het LHC voor de eerste keer de finale van de play-offs te bereiken en eindigde op de tweede plaats. Sinds 2004 speelt de club in het toen in gebruik genomen Cloetta Center met plaats voor 8500 toeschouwers. Verder heeft Linköping een groot aantal succesvolle sportverenigingen, onder andere voor voetbal, oriëntatieloop, vechtsport, volleybal, en schaatstoertochten op natuurijs.
Hoewel Linköping de zevende stad is van het land, is het geen voetbalstad. Slechts twee clubs uit de stad speelden in de jaren zeventig van de twintigste eeuw elk één seizoen in de hoogste divisie.

## Geboren in Linköping
- Johannes Magnus (1488-1544), aartsbisschop en humanist
- Johan Peter Westring (1753-1833), arts en bioloog
- André Oscar Wallenberg (1816-1886), marineofficier, krantenuitgever, bankier en politicus
- Tage Danielsson (1928-1985), schrijver, dichter, filmregisseur, acteur en komiek
- Hugo Theorell (1903-1982), biochemicus en Nobelprijswinnaar (1955)
- Pierre Thorsson (1966), tennisser
- Magnus Bäckstedt (1975), wielrenner
- Thomas Johansson (1975), tennisser
- Tobias Forge (1981), zanger en frontman van de band Ghost
- Mercedes Mason (1982), actrice
- Simon Olsson (1997), voetballer

## Stedenbanden
- Estelí (Nicaragua)
- Guangzhou (China)